# セーヴル条約
セーヴル条約（セーヴルじょうやく、英語: Treaty of Sèvres, フランス語: Traité de Sèvres）は、第一次世界大戦後の1920年8月10日に連合国とオスマン帝国との間に締結された講和条約。フランス・パリ郊外のセーヴルで締結された事からこの名が付く。1918年10月30日に結ばれたムドロス休戦協定を受けての講和条約である。オスマン帝国はこの条約によって広大な範囲の領土を失った。
条約の骨格は1920年4月のサン・レノ会議で決定されている。
条約を締結したメフメト6世率いるオスマン政府（イスタンブール政府）に対し、ムスタファ・ケマルが主導してアンカラに組織されたトルコ大国民議会（アンカラ政府）はこの条約に反対した。条約締結後に更なる領土の拡大をはかろうとしてギリシャがおこした希土戦争で勝利したアンカラ政府は、ソ連と単独に条約を結んだため、旧連合国は再び交渉の席につき1923年7月にローザンヌ条約を締結、現在のトルコ領が確定した。セーヴル条約ではクルド人自治区の設置が謳われていたが、あらたに結ばれたローザンヌ条約で無効となり、居住の領域がイラク、トルコ、イラン、シリアの国境で分断されたクルド人の問題が引き起こされることとなった。

## 条約内容

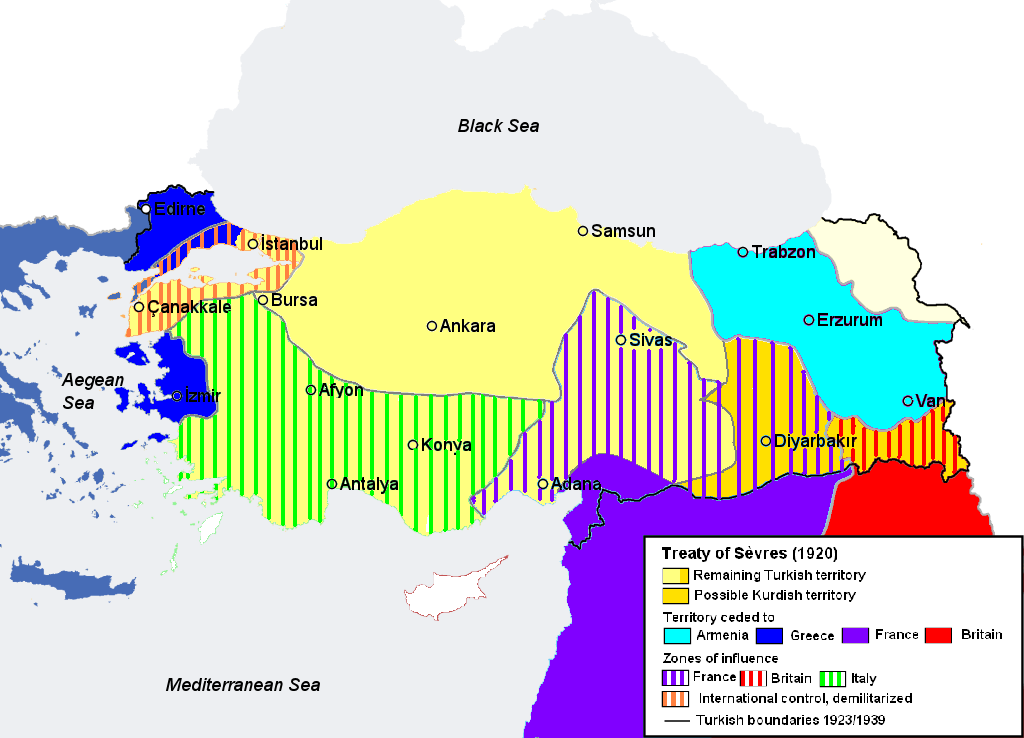
セーブル条約下のアナトリア。青はギリシャに割譲。水色はアルメニアが独立。赤はイギリス、紫はフランスの委任統治下に。オスマン政府のもとに残った地域のうち、オレンジの縦線はボスポラス海峡沿岸の国際管理地域、赤・紫・緑の縦線はそれぞれイギリス・フランス・イタリアの勢力圏となる

- イスタンブールとその近辺地域を除く東トラキアはギリシャ王国に割譲。小アジアのスミルナ地方はギリシアの行政権下に入る。
- マラシュ・ウルファ・アンテプ各州はフランス勢力圏に、コンヤ・バルクエスィルを結ぶ線以南のアナトリア南西部はイタリア王国勢力圏に。
- アルメニアの独立を容認。
- クルディスタン建国のための地域を制定する[1]。
- ボスポラス海峡とその一帯は国際機関「海峡委員会」(英: International Hydrographic Bureau、IHB)[2]の管理下におかれる。
- オスマン帝国軍は5万700人以下まで軍備縮小。
- 帝国の財政はイギリス・イタリア・フランスが決定権を持つ（オスマン債務管理局）。カピチュレーションの継続や外国人特権の復活も規定された。
- アラビア半島におけるヒジャーズ王国独立容認。
- イラク・パレスチナはイギリス、レバノン・シリアはフランスの委任統治下におかれる。
- エジプトはイギリス、モロッコ・チュニジアはフランスの保護下に入る。